# ميغيل رينيه أورتيغا
ميغيل رينيه أورتيغا (بالإسبانية: Miguel Ortega) هو لاعب كرة قدم مكسيكي، ولد في 13 أبريل 1995 في مدينة بويبلا في المكسيك.